# Jasenovský hrad
Jasenovský hrad je zřícenina hradu na zalesněném hřebeni Humenských vrchů zhruba 4 km na jih od Humenného v nadmořské výšce 392 m.

## Historické názvy
Jasenov, Jesenov, Jezenew, Jesenv

## Dějiny
Hrad byl postaven nejspíše na přelomu třináctého a čtrnáctého století. Měl hlídat přístupovou cestu vedoucí z jižního Slovenska směrem na Humenné a dále na sever. V listinách se poprvé připomíná v roce 1328, resp. 1330 jako castrum Jezenew. Pravděpodobně ho postavili Račkajové. Drugethové, původně italský rod, se stali majiteli zdejšího hradu po bitvě u Rozhanovců, po roce 1312 a patřil jim až do sedmnáctého století. V roce 1644 hrad obsadila vojska Juraje Rákocziho. Při obléhání ho těžko poškodila a později už nebyl opraven. Hrad spolu s obcí patřil v osmnáctém století Čákiům a v devatenáctém století Andrášiům. Určité snahy o záchranu objektu projevily koncem devatenáctého a začátkem dvacátého století tehdejší památkové orgány. Některé již rozpadající se zdi hradu zakonzervovaly a nepatrnou část objektu zastřešily. Dokončení prací zmařila první světová válka.
V 16. století se na hradě za Gabriela Drugeta razily falešné peníze. Z počátku na ražbu peněz, zejména polských grošů, používali cenné, později méně hodnotné kovy. Vedoucího mistra penězokazecké dílny, Mikuláše, za jeho nezákonnou činnost popravili 1551 v Prešově.

## Stavební podoba
Horní hrad sestával z paláce, čtyřhranné věže a kamenných hradeb. Byl postaven začátkem čtrnáctého století. V první třetině patnáctého století byl hrad opevněn. Další stavební činnost na přelomu 15. a 16. století souvisela s tureckým nebezpečím, když bylo postaveno několik dělových bašt se střílnami, zejména na západní a jihozápadní straně. U vstupní brány, vedoucí na první nádvoří, byla postavena také bašta. Další fází bylo dobudování opevnění v polovině 16. století – byly to hlavně parkánová hradba na severní straně, bašta v prvním nádvoří a výběžek ze zdi na SV, chránící vstup do horního hradu a množství střílen. Začátkem 17. století byly zesíleny zdi nad vstupem do horního hradu a celý hrad byl obklopen dělostřeleckými bastiony italského typu.
Ze středověkého hradu se zachovaly především zdiva paláce a šíjové věže a v interiéru objektu nepatrné zbytky renesančních kleneb. Kamenné zdi člení nepravidelné otvory oken, dnes již bez ohraničení. Z původních architektonických detailů se zachovalo gotické kruhové okénko s bohatě řešeným profilovaným ostěním. Vstupní půlkruhová renesanční brána vede na první nádvoří.
Pod hradem se nachází ve skále vytesaná chodba nejasného účelu. Je dlouhá asi 15 metrů, po dvou mírných zalomeních se stáčí kolmo vzhůru k povrchu a po dvou metrech končí. Její vstup je zvenku pod renesančním opevněním.

## Přístup
ŽSR a SAD Humenné-město 3 km, MHD. Z doliny Laborce, ze Strážského-Krivošťan, vystupuje k hradu hřebenem Krivoštianky (549 m).

## Galerie

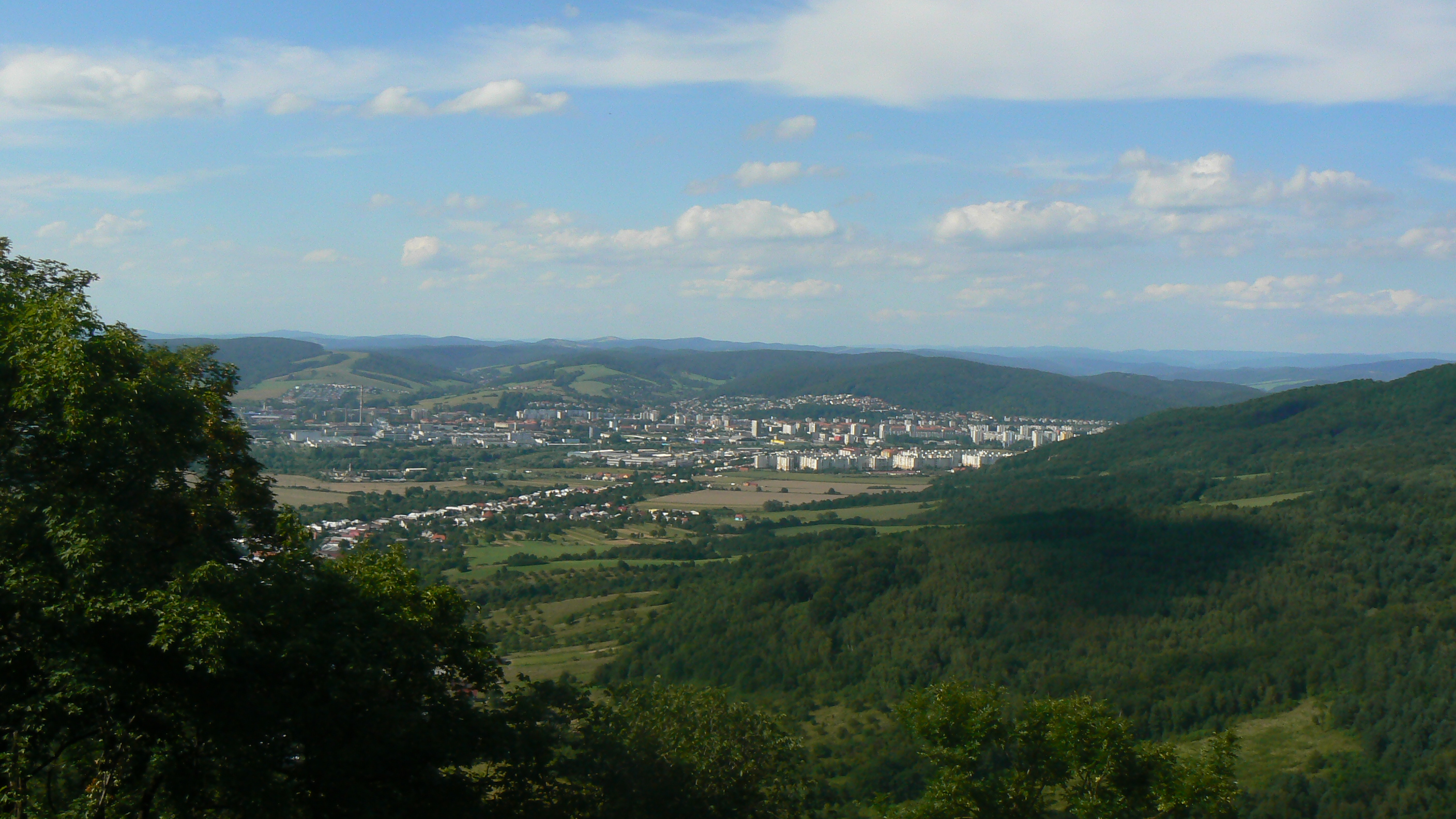
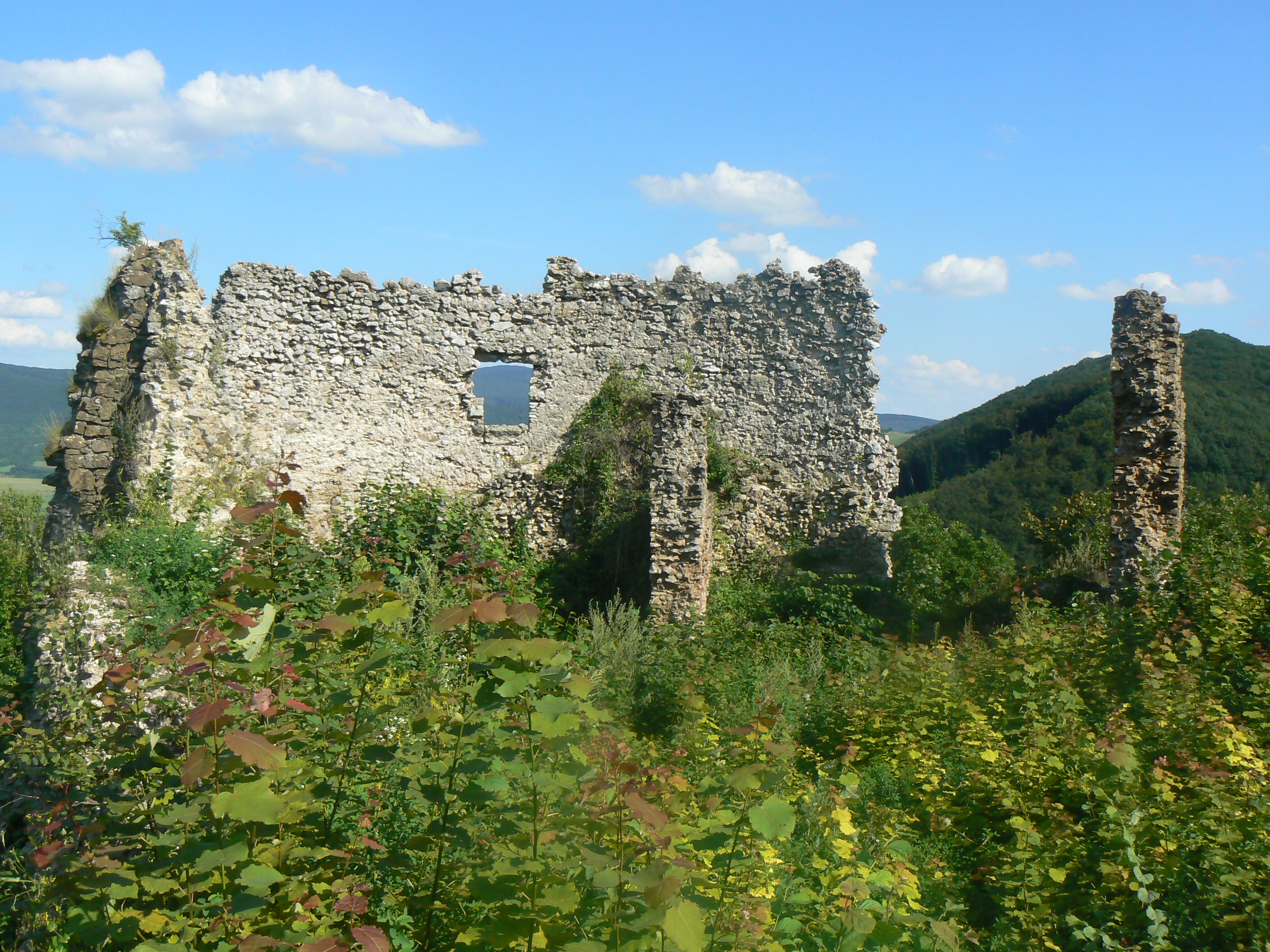
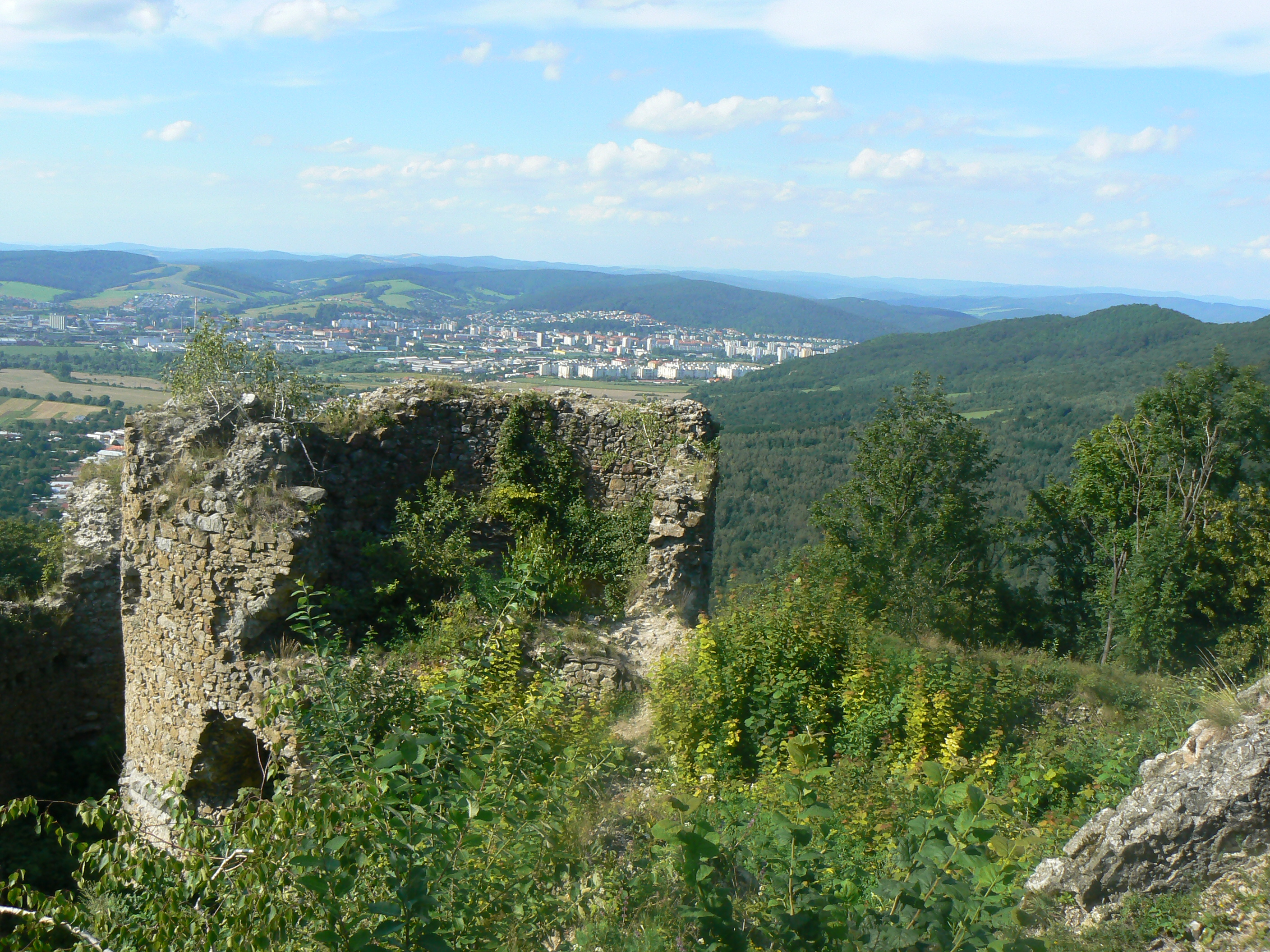
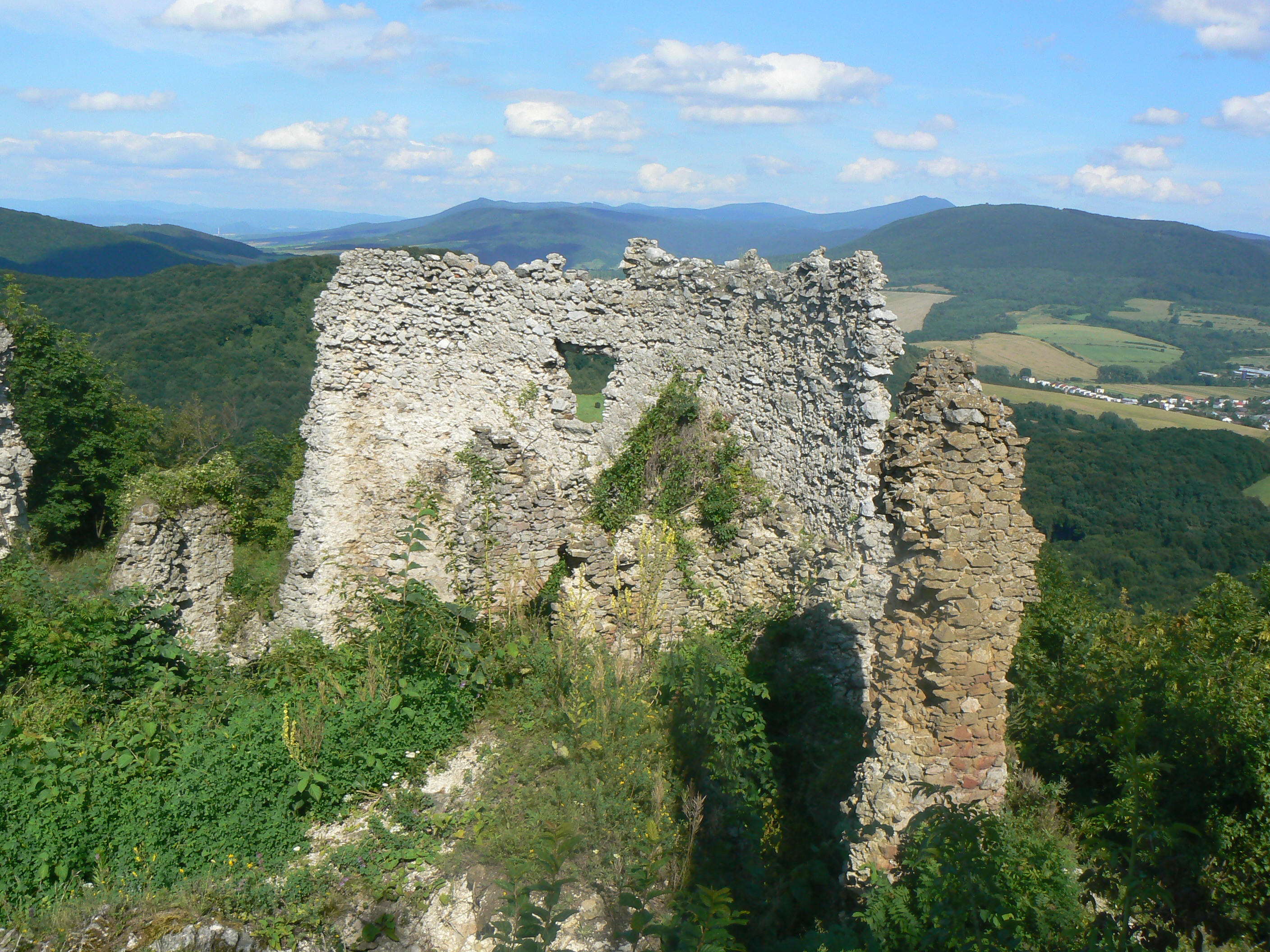
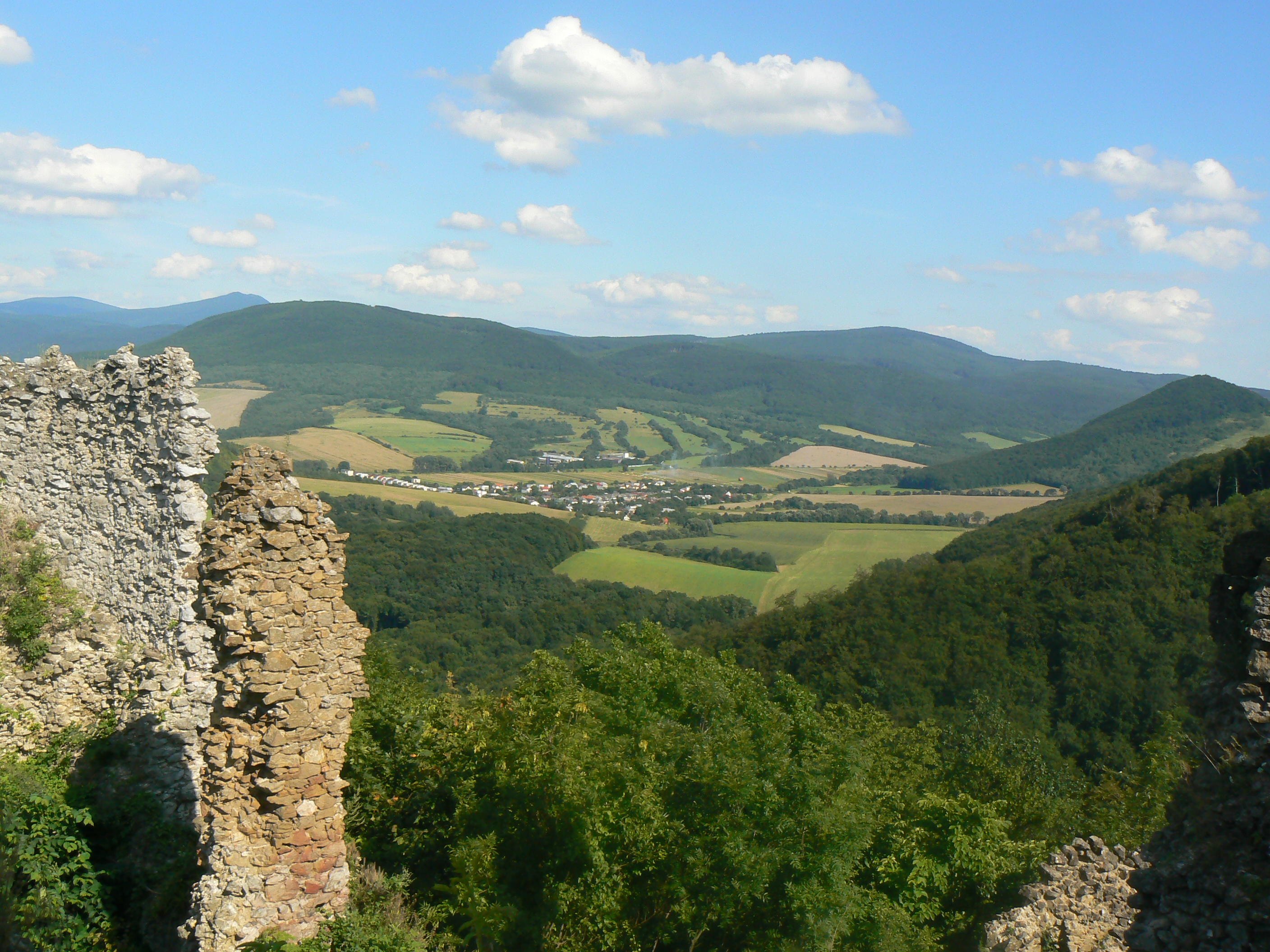
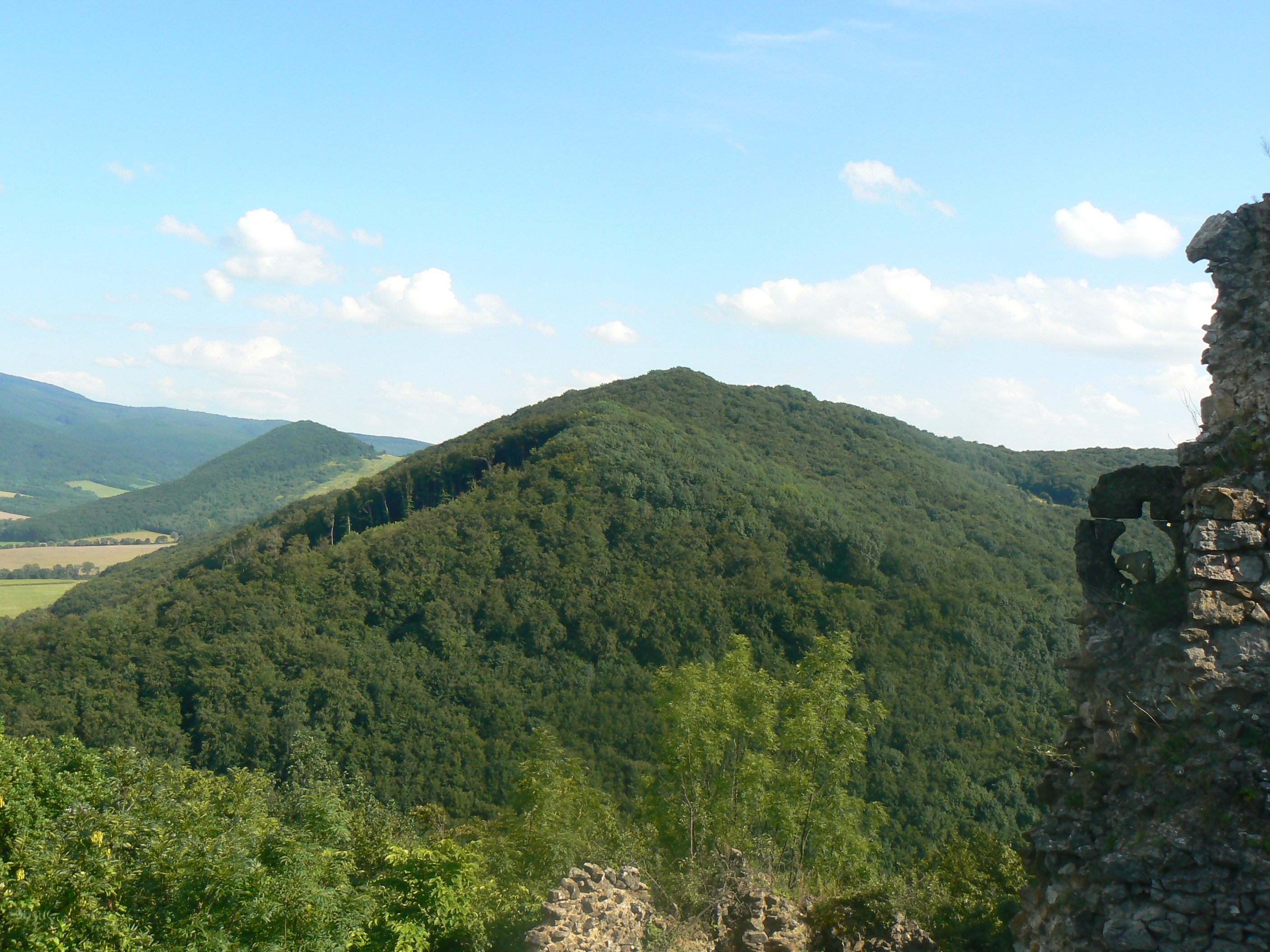
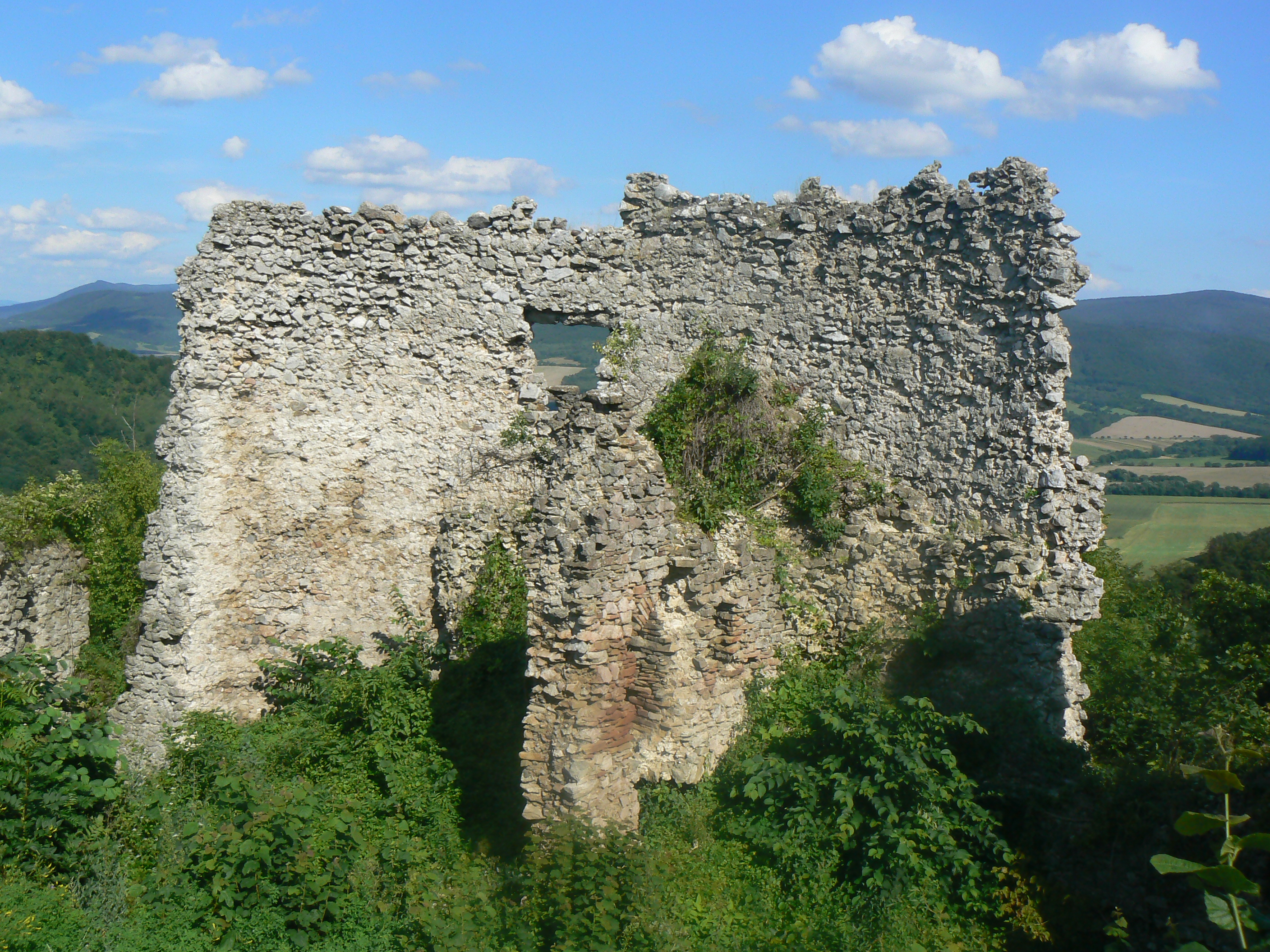
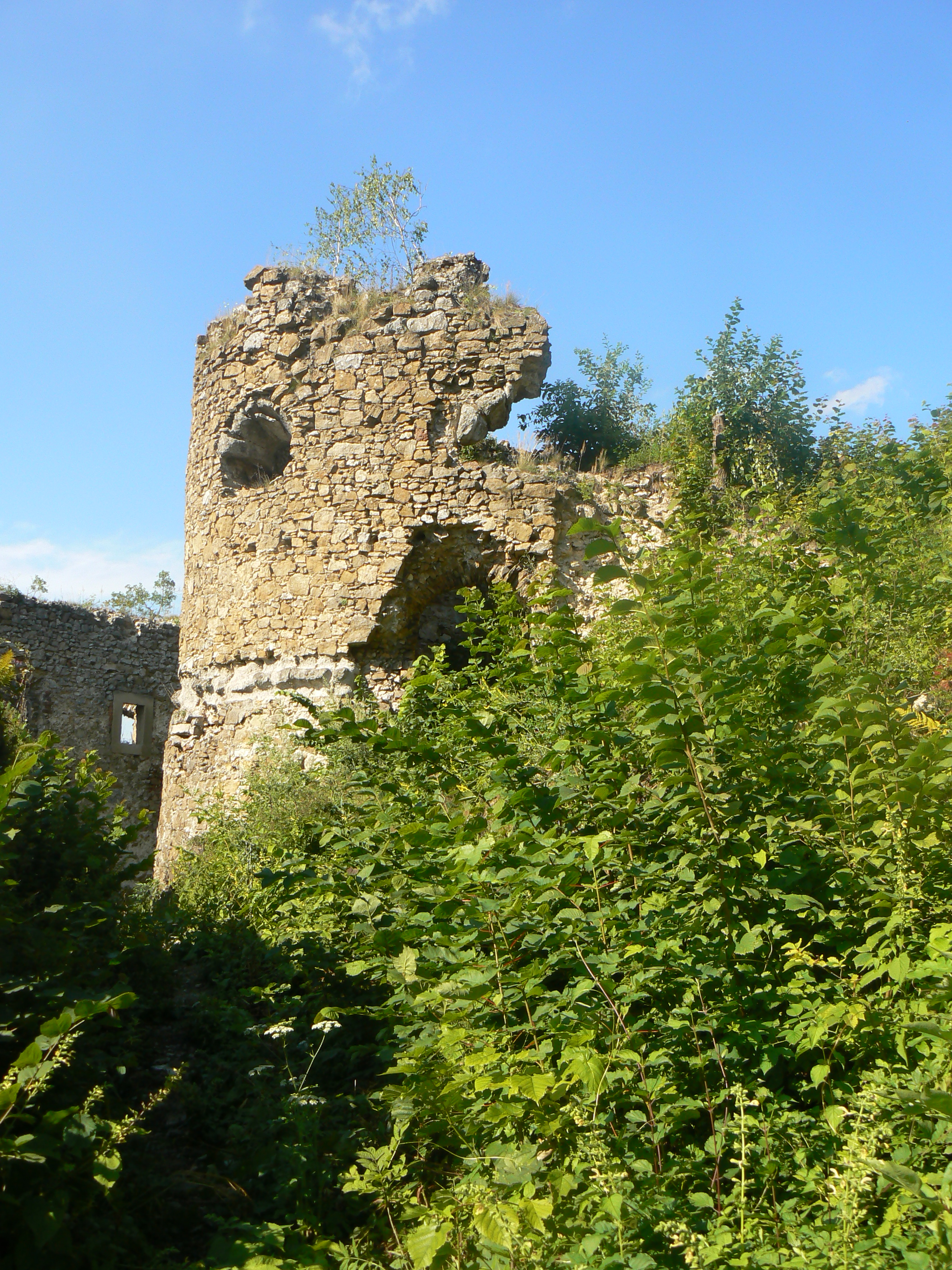
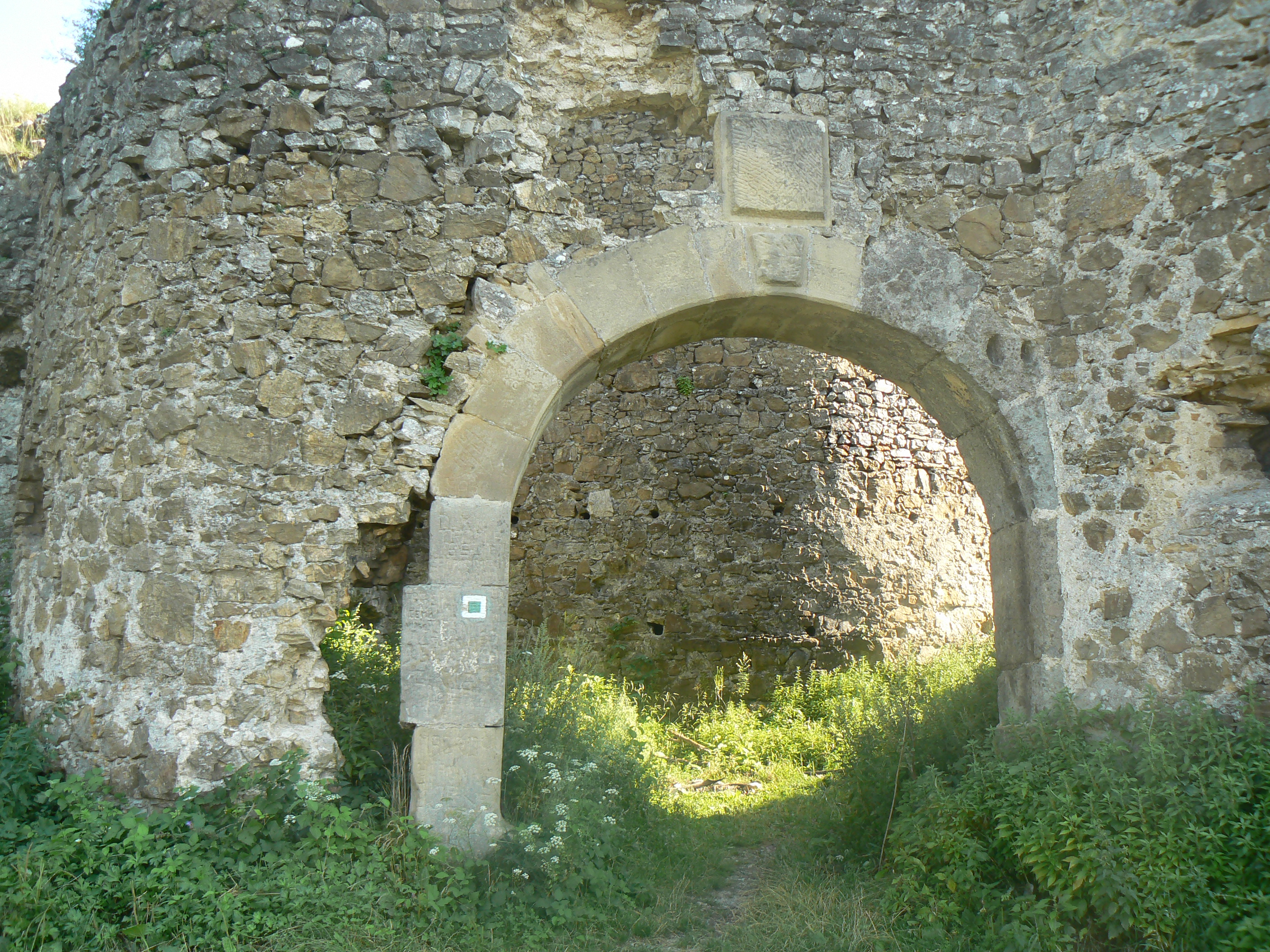
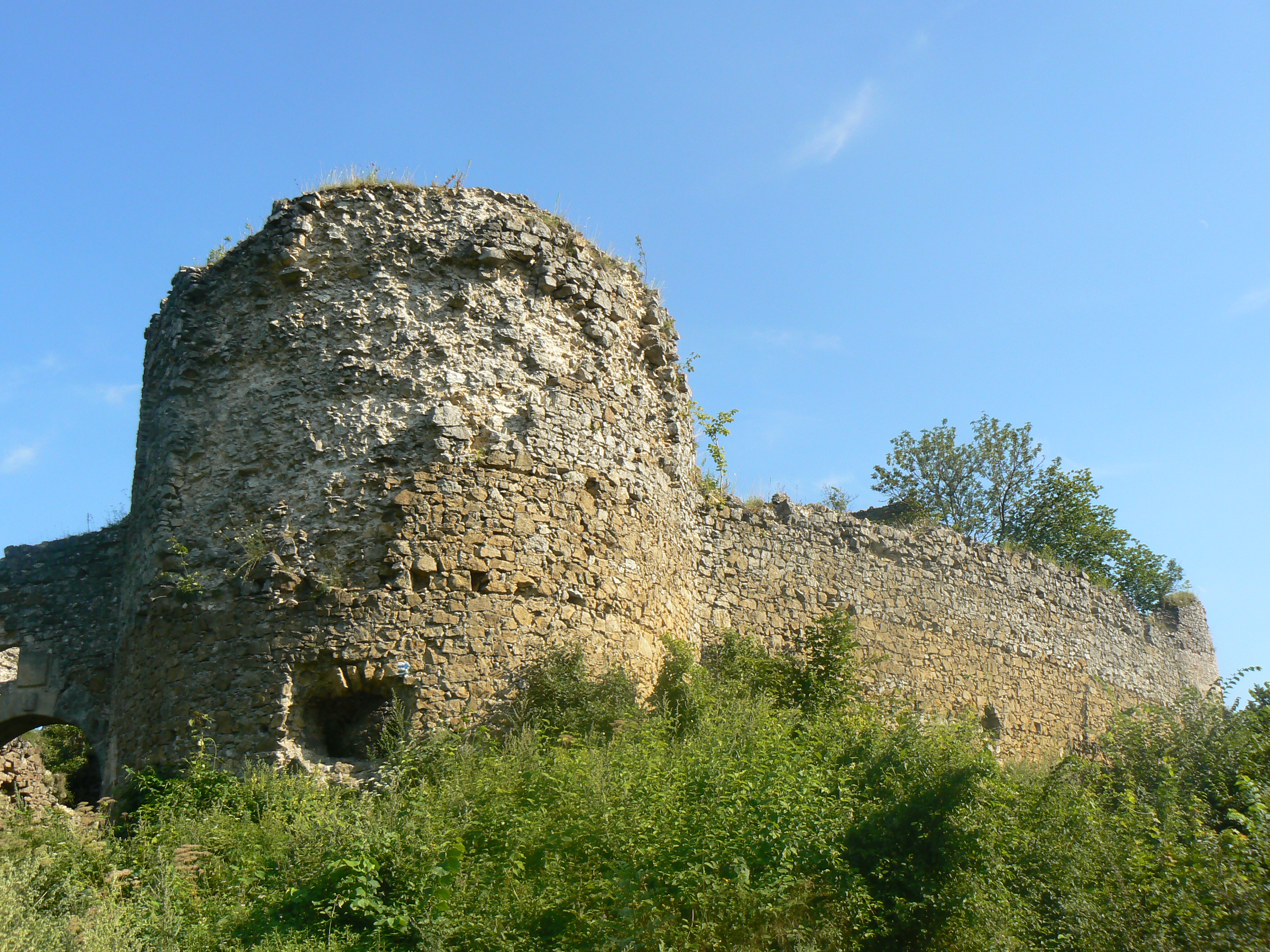